# Ferihegyi repülőtérre vezető út
A Ferihegyi repülőtérre vezető út egy gyorsforgalmi út Budapesten, amely az Üllői útból a Határ úti csomópont előtt kiágazva a Liszt Ferenc Nemzetközi Repülőtérhez biztosítja a gyors közúti kapcsolatot Budapest belvárosával. Egyben a 4-es főút fővárosi bevezető szakasza.

## Leírása
A gyorsforgalmi út a X. kerületben kezdődik, az Üllői út közepén, a Száva utca vonalában. A szalagkorláttal elválasztott út innen elemelkedik a sugárút síkjától és a Határ úti forgalmas csomópontot már felüljárón íveli át, egyúttal elkanyarodva az Üllői út nyomvonalától is. A Határ út után a repülőtér irányából lehetséges a fel és a lehajtás. Ezután felüljárón keresztezi a 3-as metró felszíni szakaszát és áthalad Kőbánya-Kispest csomópont alatt, ahol kifelé vezető irányban egyaránt lehetséges a le és a felhajtás, a belváros felé azonban csak lehajtót építettek. Miután a 100a és a 142-es vasútvonalakat felülről keresztezte, a Gyömrői útat a Hangár utca kiágazásánál éri el, ahol a kifelé vezető irányban szintén lehetséges a fel- és lehajtás. Befelé itt csak buszok hajthatnak fel. Az út ezután szalagkorláttal elválasztva a Gyömrői út közepén fut, ahol az első kereszteződést (Felsőcsatári út) közúti aluljáróban vezetett nyomvonalon kerüli ki. A földfelszínre visszaérve a dupla szalagkorláttal elválasztott gyorsforgalmi út továbbra is a Gyömrői út közepén halad. A következő, Csévéző utcai és a Szemeretelepi kereszteződéseket már felüljárón hidalja át, közöttük továbbra is a Gyömrői közepén halad, szintén egy szintben, szalagkorláttal elválasztva, végül a Sajó utcánál az 1-es terminál szélének elérésekor egyesül azzal. A repülőtér mentén már mindenféle elválasztás nélküli főútként működik, a végénél már szinte „autópálya-szerű” formában. A 2-es terminálhoz közeledve találkozik a visszacsatlakozó Üllői úttal, Budapest és Vecsés határánál. Ez a M4-es autóút és a 4-es főút kiindulópontja. (A két forgalmas útvonal már a vecsési Market Central bevásárlóközpontnál ágazik el.)

## Története
1940-1943 között épült meg az első szakasza két felül és három aluljáróval, szintbeni keresztezés nélkül, eredetileg 100 km/h sebességre tervezve. Belső szakaszának kereszteződései (a Csévéző utcai és a Igló utcai) a Ferihegy 2A terminál építéséhez kapcsolódóan, 1986-ban az Felsőcsatári úti kivételével az aluljárók helyett felüljárókat építettek. Az 1-es termináltól kifelé 1998-ban bővült irányonként két sávosra. Így vette át fokozatosan a 4-es főút - Kispestet és Pestszentlőrincet elkerülő - bevezető szakaszának szerepét is. A Határ úti felüljárót - alatta a 3-as metró állomásával együtt - 1980-ban, a Kőbánya-Kispesti csomópont után a Budapest–Záhony-vasútvonal, és a Budapest–Kecskemét-vasútvonal feletti felüljárót 1986-ban adták át. (Az új felüljáró miatt felhagyott, 1943-ban épült régi vasbeton ívhidat 2001-ben bontották el.)

### Bombamerénylet
A felbomló félben lévő Szovjetunióból (közvetlen járat híján) részben Magyarországon keresztül Izraelbe tartó oroszországi zsidók ellen 1991. december 23-án a gyorsforgalmi úton bombamerényletet követtek el. Az alijázókat szállító busz rendőri biztosítással haladt, amikor Horst Ludwig Meyer és Andrea Klump a Vörös Hadsereg Frakció két tagja egy parkoló autóba rejtett pokolgépet hozott működésbe, amint a busz a gépkocsi mellé ért. Mivel a bomba nem robbant fel azonnal, így halálos áldozatot nem követelt az eset.

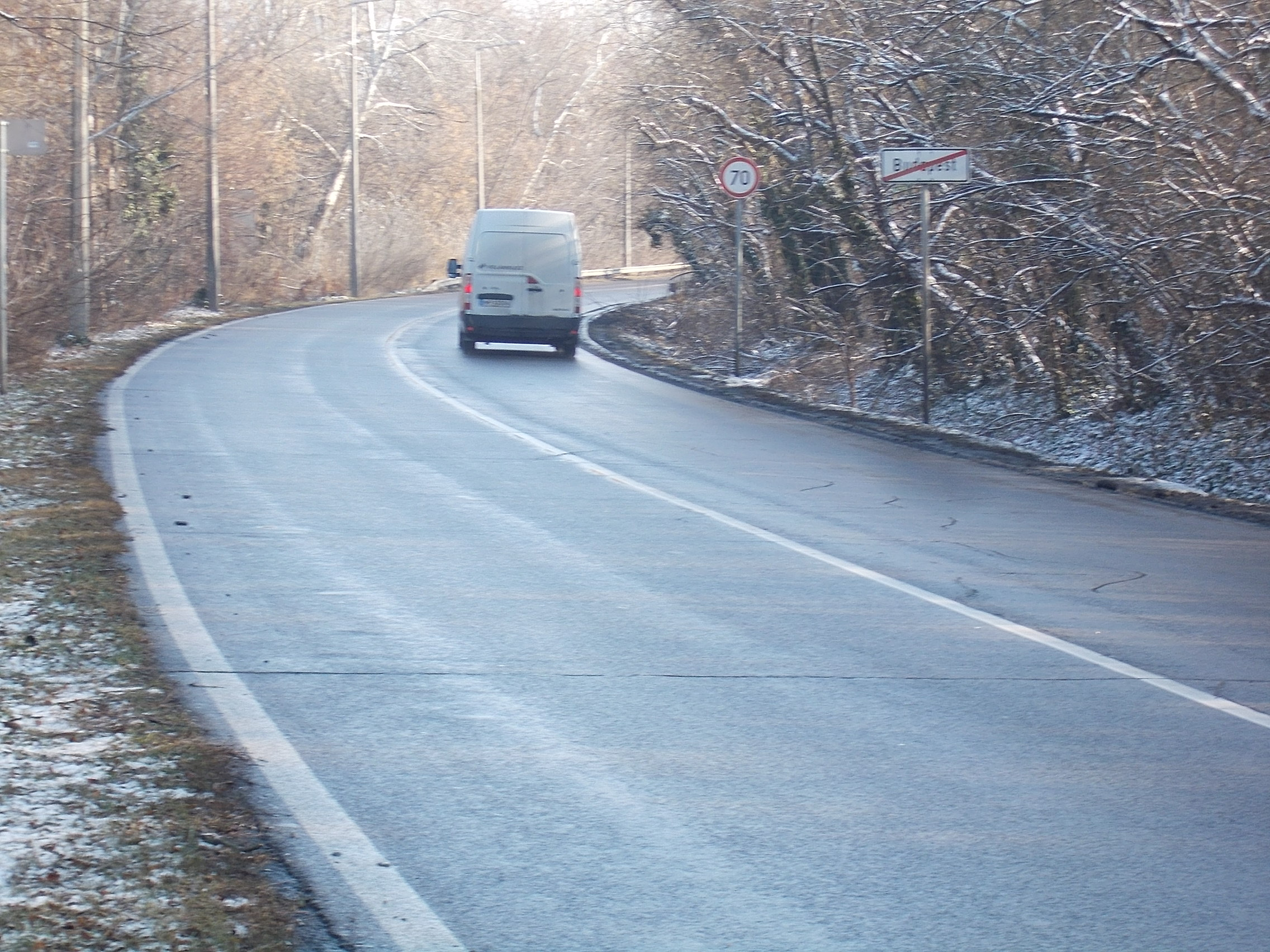
A főút a Határ út és Kőbánya-Kispest között

### Jövője
A ma már rendkívül elavultnak számító koncepció alapján épült utat a 2020-as évek elején megjelent elképzelések szerint teljes egészében átépítenék. A mostani, akár már egyetlen kisebb baleset, vagy műszaki hiba miatt félreállt autó miatt is könnyen kialakuló komoly forgalmi zavarokat teljesen kiküszöbölnék. Kőbánya-Kispesttől a nyomvonalat 2x2 sávosra bővítenék, a Gyömrői út mentén pedig teljesen elbontanák a szalagkorlátokat és végig egy szintbe hoznák a két utat az aluljárók betemetésével, illetve a felüljárók elbontásával, gyakorlatilag egy egységes, a városhatáról Kőbánya-Kispestig végig irányonként két sávos utat hozva létre.